# Nawa (Hims)
Nawa (arab. ‏نوى‎) – miejscowość w Syrii, w muhafazie Hims. W 2004 roku liczyła 1009 mieszkańców.